# Катастрофа Boeing 737 в аэропорту Ла-Гуардия
Катастрофа Boeing 737 в аэропорту Ла-Гуардия — авиационная катастрофа, произошедшая в среду 20 сентября 1989 года. Авиалайнер Boeing 737-401 авиакомпании USAir совершал внеочередной рейс AWE 5050 по маршруту Нью-Йорк — Шарлотт (заменивший отменённый регулярный рейс AWE 1846 Нью-Йорк—Норфолк), но во время разгона по взлётной полосе так и не поднялся в воздух, выкатился за пределы ВПП и съехал в пролив Ист-Ривер в 7 метрах после торца ВПП. От удара о воду и стойку огней приближения самолёт разрушился на три части, из находившихся на его борту 63 человек (57 пассажиров и 6 членов экипажа) погибли 2, ещё 21 получил ранения.
Причиной катастрофы стали многочисленные ошибки экипажа — КВС разрешил второму пилоту начать разбег по короткой мокрой взлётной полосе, хотя тот никогда не осуществлял самостоятельный взлёт на Boeing 737 и не летал в течение последних 39 дней.

## Самолёт
Boeing 737-401 (регистрационный номер N416US, заводской 23884, серийный 1643) был выпущен в 1988 году (первый полёт совершил 9 декабря). 23 декабря того же года был куплен авиакомпанией Piedmont Airlines, от которой 5 августа 1989 года перешёл в авиакомпанию USAir. Оснащён двумя турбовентиляторными двигателями CFM International CFM56-3B2. На день катастрофы совершил 1730 циклов «взлёт-посадка» и налетал 2235 часов.
В журнале технического обслуживания указано, что 28 августа 1989 года у самолёта из-за нормального износа протектора были заменены шины носового шасси. Взлётный вес самолёта — 48 942 килограммов, максимально допустимая масса — 58 785 килограммов. Обычная скорость взлёта составляла 231,5 км/ч.

## Экипаж
Самолётом управлял опытный экипаж в составе:
- Командир воздушного судна (КВС) — 36-летний Майкл Мартин (англ. Michael Martin). Опытный пилот, имел сертификат на управление DH-4 и Boeing 737. 17 мая 1989 года Федеральное управление гражданской авиации США (FAA) выдало ему первоклассную медицинскую справку без каких-либо ограничений. Прошёл начальную летную подготовку в ВВС США в 1979 году. Теоретическое обучение на Boeing 737 начал 9 августа 1985 года и закончил 27 августа, с 34 часами на тренажёре и 1,7 часами на самолёте. Пилот, руководивший обучением Мартина, сказал, что он не имел никаких проблем с принятием решений. Налетал 5525 часов, 2625 из них на Boeing 737 (140 из них в качестве КВС)[9].
- Второй пилот — 29-летний Константин Клейссас (англ. Constantine Kleissas). Опытный пилот, закончил наземное обучение для Boeing 737 14 июля 1989 года, а обучение на симуляторе 8 августа, налетав в общей сложности 24 часа на тренажёре и 1,1 часа на реальном самолёте. Также первоначальный опыт состоял из 14,2 лётных часов и наблюдения 12 посадок на откидном сиденье. Налетал 3287 часов, 8,2 из них на Boeing 737[10].

В салоне самолёта работали четверо бортпроводников:
- Уэйн Рид (англ. Wayne Reed), 34 года — старший бортпроводник. В USAir с 30 апреля 1985 года.
- Келли Донован (англ. Kelly Donovan), 31 год. В USAir со 2 июля 1987 года.
- Сьюзан Харельсон (англ. Susan Haerlson), 24 года. В USAir со 2 июля 1987 года.
- Джолин Галмиш (англ. Jolynn Galmish), 23 года. В USAir с 14 июня 1987 года.

## Хронология событий

### Предшествующие обстоятельства
20 сентября 1989 года в 14:00 КВС Мартин и второй пилот Клейссас доложили менеджерам авиакомпании USAir в Международном аэропорту Балтимор/Вашингтон о готовности к полёту в аэропорт Ла-Гуардия рейсом AWE 1846 на авиалайнере Boeing 737-401 борт N416US. Время вылета было назначено на 15:10, но центр УВД отложил взлёт до 19:35.
Ожидавший вылета 1,5 часа на рулёжной дорожке самолёт вернулся к терминалу, чтобы пополнить запас авиатоплива, необходимого для полёта. Рейс AWE 1846 прибыл к гейту № 15 аэропорта Ла-Гуардия в 20:40. Погода в районе аэропорта вызвала отмены и задержки большинства рейсов в течение нескольких часов. Пока самолёт находился на земле, командир уехал по заданию USAir, а затем вернулся к самолёту, чтобы лететь в Норфолк (Виргиния). Но диспетчеры USAir решили отменить рейс в Норфолк, высадить пассажиров и отправить самолёт пустым. Но спустя несколько минут диспетчер передал командиру, что самолёт не полетит перегоночным рейсом в Норфолк, а перевезёт пассажиров в Шарлотт (Северная Каролина) внеплановым рейсом AWE 5050. По словам представителя по обслуживанию пассажиров, эта новость расстроила командира, который выразил обеспокоенность по поводу посадки пассажиров, потому что данная операция будет занимать много времени, и он и второй пилот могут превысить лимит рабочего времени. Пока осуществлялась посадка пассажиров, КВС пошёл в центр УВД USAir, чтобы спросить, как принимались решения о полёте и пассажирах.
Во время отсутствия командира второй пилот остался в кабине. Между тем, КВС из авиакомпании Pan American, летевший на этом рейсе с целью экономии в качестве пассажира на откидном сидении, вошёл в кабину и сел позади сиденья КВС. Затем пришёл работник USAir и передал второму пилоту погодную сводку. Несколько других людей также заходили в кабину в разное время перед вылетом.
Как только последний пассажир оказался на борту, командир вернулся в кабину и входная дверь была закрыта. После того как трапы были убраны, представитель USAir передал командиру через открытое окно кабины, что можно открыть двери и посадить на самолёт большее количество пассажиров. Но тот отказался, и в 22:52 рейс AWE 5050 отъехал от гейта № 15 (впоследствии во время первого допроса NTSB пилоты описали запуск двигателей и руление как «спокойные»). Командир сказал, что 6-8 самолётов стояли перед ними на рулёжной дорожке в очереди на взлёт. Через две минуты после отправления от гейта наземный диспетчер сказал экипажу рейса 5050 повернуть на ближайшую дорожку, однако КВС не смог на неё повернуть и в 22:56 получил измененные инструкции от диспетчера по поводу руления. Командир вёл самолёт из Балтимора в Нью-Йорк и решил передать управление полётом из Нью-Йорка в Шарлотт второму пилоту (в федеральных правилах не указано, кто из пилотов должен вести самолёт). 2 минуты спустя второй пилот, выполняя перечень взлётных проверок, сказал: Выпустить закрылки. КВС ответил: Готов, а затем поправил себя словами: Выпустить закрылки, я забыл ответить. Готов к взлёту. Процедура контрольных проверок USAir для Boeing 737—300/400 предусматривала правильный ответ Готов к взлёту, поэтому слова командира Выпустить закрылки были не обязательными. Впоследствии во время общественных слушаний КВС сказал, что не помнит своих слов по поводу закрылков, но сказал, что такой ответ является для него нормальным. Второй пилот сказал в ходе слушаний, что он не проверил настройки закрылков, когда выполнял перечень контрольных проверок перед взлётом. Процедуры, предусмотренные авиакомпанией USAir, не требуют этого.

### Катастрофа
Последним пунктом в перечне подготовки в взлёту была проверка автоматического торможения. Когда второй пилот назвал его, командир ответил: Отключено, и второй пилот сказал, что самолёт готов к взлёту.
- 23:18:26: Рейс AWE 5050 занял исходное положение в начале ВПП № 31 в ожидании разрешения на взлёт.
- 23:20:05: Командир получил разрешение на взлёт и второй пилот нажал на кнопку включения автомата тяги. Через 18 секунд после начала разгона по ВПП самолёт начало сносить влево.
- 23:20:53: Речевой самописец записал, как командир говорит: Получил рулевое управление (впоследствии на допросе КВС вспоминал, что он сказал: Вы получили рулевое управление, но второй пилот сказал, что он думал, что КВС сказал: У меня есть рулевое управление).
- 23:20:58: Командир сказал: Давайте его обратно, что значило, что он прерывает взлёт (на допросе причиной этого он назвал то, что самолёт начало сносить влево). Он использовал обычные тормоза и рулевое шасси, чтобы выровнять самолёт. Данные с параметрического самописца указывают, что скорость самолёта была равна 240 км/ч. Спустя несколько мгновений экипаж услышал громкий хлопок, а затем грохочущий шум (шина носового шасси сорвалась с диска из-за неправильного использования КВС руля шасси).
- 23:21:00: Речевой самописец зафиксировал звук уменьшения тяги двигателей. Второй пилот доложил диспетчеру о прерывании взлёта (на допросе он сказал, что не знал причины прерывания взлёта командиром). Зафиксированное позже увеличение громкости двигателя указывает на включение реверса тяги, который был включен почти через 9 секунд с момента прерывания взлёта.
- 23:21:22: Рейс AWE 5050 выкатился за пределы взлётной полосы № 31 на скорости 62 км/ч, столкнулся с деревянной стойкой огней приближения и съехал в пролив Ист-Ривер. Лайнер разрушился на три части: носовая часть с кабиной пилотов врезалась в стойку огней приближения и легла на неё, а средняя и хвостовая части частично ушли под воду[1][12].

### Эвакуация
Все эвакуационные выходы, кроме дверей L-1 и L-2, были использованы для эвакуации. Старший бортпроводник не смог открыть дверь L-1. Аварийный трап выхода R-1 был развернут, механизм открывания надувного трапа выхода R-2 был выключен до открытия двери, поскольку бортпроводники посчитали, что он всплывёт и заблокирует выход. Дверь L-2 была открыта, но затем была закрыта, потому что вовнутрь салона начала поступать вода. Все четыре выхода на крыльях самолёта использовались для эвакуации успешно.
Около 20 пассажиров (в том числе женщина с 5-летним ребёнком и 8-месячным младенцем) стояли на левом крыле, находившимся над водой, и держались за тросы на крыле в ожидании спасения. Передняя часть правого крыла тоже была над водой, и пассажиры также держались за тросы.
Когда были открыты аварийные выходы на уровне пола, в салон начала затекать вода и несколько человек смогли выплыть из самолёта. Экипаж бросил тонущим людям спасательные круги и жилеты, а также передал их ещё остававшимся на борту пассажирам, часть которых не умела плавать. Несколько человек позже жаловались, что они не могли держаться на плаву при помощи кругов и жилетов. Некоторые цеплялись за сваи осветительных огней и плавающий мусор. Часть пассажиров наглотались авиатоплива, вытекшего из обломков самолёта в воду.
Несколько человек впоследствии жаловались на то, что волны от катеров и сильный ветер, создаваемый спасательным вертолётом, мешали им оставаться на плаву и держать голову над водой. Один пассажир сказал, что женщина получила перелом правой лодыжки и рваные раны руки, когда спасательный катер переплыл через неё.
Последних пассажиров, сидевших на местах 21F и 22A, высвободили приблизительно через 1 час и 30 минут после катастрофы.
Из 57 пассажиров рейса AWE 5050 погибли 2 — Бетси Броган (англ. Betsy Brogan) и её свекровь Эйлес Броган (англ. Ayles Brogan); они сидели в том месте самолёта, где хвостовая часть оторвалась от фюзеляжа. 15 других пассажиров были ранены, 1 был тяжело ранен.

## Расследование
Расследование причин катастрофы рейса AWE 5050 проводил Национальный совет по безопасности на транспорте (NTSB).

### Выводы NTSB
В ходе расследования следователи NTSB нашли многочисленные, повлиявшие на катастрофу, проблемы в координации между пилотами:
- Командир не провёл расширенный и аварийный инструктаж техники безопасности перед взлётом из Ла-Гуардии или в течение 9 часов перед взлётом, когда члены экипажа находились вместе.
- Командир решил выполнить взлёт с мокрой и короткой взлётно-посадочной полосы с отключёнными автоматическими тормозами, что противоречило рекомендациям авиакомпании USAir и компании «Boeing».
- Экипаж не обнаружил неправильное положение руля носового шасси и неправильно выполнил лист контрольных проверок.
- Экипаж не обнаружил неправильное положение педалей руля во время руления в аэропорту и подготовки к взлёту.
- Второй пилот не нажал на кнопку включения автомата тяги в начале разбега по ВПП. Позже он вручную выдвинул дроссели. В результате произошла задержка взлёта, и в сочетании с малой тягой левого двигателя это ещё больше осложнило сложившуюся ситуацию.
- Командир во время разбега не смог профессионально взять самолёт под контроль или передать управление обратно второму пилоту из-за путаницы относительно того, кто управлял воздушным судном. Из-за плохой координации между пилотами оба пытались сохранить управление и ни один из них не контролировал самолёт в полной мере, усугубляя уже возникнувшие трудности.
- Командир не проконсультировался с диспетчерами относительно прерывания взлёта. Расчетная скорость взлёта была 231 км/ч, а КВС прервал взлёт при 240 км/ч.
- Командир не объявил, используя стандартную терминологию, второму пилоту и диспетчерам о начале прерывания взлёта. В результате второй пилот не принял никаких мер.
- Командир не выполнил процедуру прерывания взлёта по стандартной программе. После прерывания взлёта он использовал обычное торможение, чтобы остановить самолёт. Это дольше самого эффективного торможения на 5½ секунды. Тормозной путь во время прерывания взлёта меньше, чем максимальный тормозной путь на мокрой взлётной полосе. Самолёт можно было остановить на ВПП[1][16].

### Носовая стойка шасси
Анализ бортового параметрического самописца показал, что руль носовой стойки шасси находился в крайнем левом положении в то время, когда самолёт стоял у терминала аэропорта. Так как питание самописца было выключено во время стоянки, NTSB не мог выяснить, что послужило причиной поворота руля до крайнего предела. Неправильное положение руля должно было быть обнаружено во время подготовки к взлёту, но пилоты не перевели руль в нейтральное положение. Командиру также не удалось обнаружить, что педали расположены по-разному (на разных уровнях) и то, что штурвал был повернут на 4° влево во время передвижения самолёта от терминала к ВПП.
Когда руль расположен в нейтральном положении, как требуется для взлёта, педали расположены таким образом, что ноги КВС находятся на одном уровне. При таком положении педалей в ходе руления самолёт не будет пытаться повернуть.
Следователи NTSB не смогли понять, почему командиру не удалось обнаружить смещение руля (о чем должны свидетельствовать аномальное смещение педалей и тенденция к продолжающимся попыткам повернуть налево) к тому времени, как рейс 5050 вырулил на полосу.

Вопросы безопасности, рассмотренные в докладе, касаются дизайна и расположения рулей носового шасси на Boeing 737—400, координации между членами летного экипажа во время взлёта и выживаемости людей в экстренных ситуациях. Рекомендации по безопасности, касающиеся этих вопросов, были переданы Федеральному управлению гражданской авиации и министерству транспорта Нью-Йорка и Нью-Джерси.
Оригинальный текст (англ.)The safety issues discussed in the report are the design and location of the rudder trim control on the Boeing 737—400, air crew coordination and communication during takeoffs, crew pairing, and crash survivability. Safety Recommendations addressing these issues were made to the Federal Aviation Administration and the Port Authority of New York and New Jersey.

### Тестирование пилотов на наркотики и алкоголь
Международная ассоциация пилотов (ALPA) — профсоюз, членами которого являлись пилоты рейса AWE 5050 — спрятал пилотов и отказался выдать их местоположение до тех пор, пока любая проверка на наркотики и алкоголь была бы бесполезна. Это так расстроило следователей NTSB, что в официальный отчёт расследования было включено очень необычное и сильное заявление:

Совет безопасности чрезвычайно обеспокоен тем, что федеральным следователям не было разрешено говорить с пилотами рейса 5050 почти 40 часов после катастрофы. Конкретные просьбы к USAir и ALPA взять интервью у пилотов и обеспечить необходимые токсикологические пробы были сделаны только через 10 часов и, снова, через 20 часов после катастрофы. Представители USAir заявили, что они не знали, где были спрятаны пилоты. Представители Международной ассоциации пилотов изначально заявили, что они также не знают, где находились пилоты, а потом заявили, что их местоположение было скрыто, чтобы они не могли быть найдены журналистами. Это усложняло процесс расследования в значительной степени. Изолирование пилотов на такой длительный период времени во многом граничит с вмешательством в федеральное расследование и непростительно.
Оригинальный текст (англ.)The Safety Board is extremely concerned that no federal investigators were allowed to speak to the pilots of flight 5050 until almost 40 hours after the accident. Specific requests to USAir and ALPA to interview the pilots and to have them provide toxicological samples were made about ten hours and again about 20 hours after the accident. USAir representatives stated they did not know where the pilots were sequestered. The Air Line Pilots Association representatives initially stated that they also did not know where the pilots were, then later stated that their location was being withheld so they could not be found by the media. This complicated the investigative process to a great degree. The sequestering of the pilots for such an extended period of time in many respects borders on interference with a federal investigation and is inexcusable.

FAA подготавливало повестку для пилотов, чтобы заставить их явиться к следователям NTSB, когда пилоты наконец появились через 44 часа после катастрофы. FAA экстренно приостановило действие их лицензий. Официальные представители FAA сказали, что пилоты имеют право на помощь адвоката, но это правило, которое они должны были оговаривать сразу после катастрофы.
Пилотам было предложено сдать образцы крови и мочи. По совету своего адвоката они отказались предоставить какие-либо образцы крови, но предоставили образцы мочи. Чиновники ALPA отказались отвечать на вопросы репортёров СМИ. Местные сотрудники правоохранительных органов пытались выведать, что КВС сказал полиции после катастрофы, но им было отвечено, что тот бормотал и действовал крайне нерационально. Тем не менее, они не смогли найти свидетелей для подтверждения этих слухов.
FAA проследило за приостановкой действия лицензий обоих пилотов после того как они, наконец, появились.

## Окончательная причина катастрофы
Окончательный отчёт расследования NTSB был выпущен 3 июля 1990 года.
Согласно отчёту, причиной катастрофы рейса AWE 5050 стало следующее:

Национальный совет по безопасности на транспорте объявил, что вероятной причиной этого несчастного случая стала неспособность командира осуществлять свои полномочия, и своевременно отказаться от взлёта, или взять достаточный контроль над воздушным судном, чтобы продолжить взлёт. Также причиной было то, что командир не обнаружил нарушений в положении руля носового шасси до взлёта.
Оригинальный текст (англ.)The National Transportation Safety Board determines that the probable cause of this accident was the captain’s failure to exercise his command authority in a timely manner to reject the takeoff or take sufficient control to continue the takeoff, which was initiated with a mistrimmed rudder. Also causal was the captain’s failure to detect the mistrimmed rudder before the takeoff was attempted.

### Комментарии
1. ↑  Здесь и далее указано Североамериканское восточное время — EST